# Lasioglossum primavera
Lasioglossum primavera là một loài Hymenoptera trong họ Halictidae. Loài này được Sakagami & Maeta mô tả khoa học năm 1990.